# Shoah en Biélorussie
 (août 2020).
Si vous disposez d'ouvrages ou d'articles de référence ou si vous connaissez des sites web de qualité traitant du thème abordé ici, merci de compléter l'article en donnant les références utiles à sa vérifiabilité et en les liant à la section « Notes et références ».
 (août 2020).
 (août 2020).
- Si vous ne connaissez pas le sujet, laissez ce bandeau (vous pouvez alors contacter les auteurs).
- Si vous supprimez le contenu mis en cause (vous pouvez préalablement contacter les auteurs),

argumentez précisément cette suppression dans la page de discussion
(un manque de référence n'est pas un argument ; une recherche réelle de référence doit avoir été effectuée, être formellement documentée).
Pour un article plus général, voir shoah.

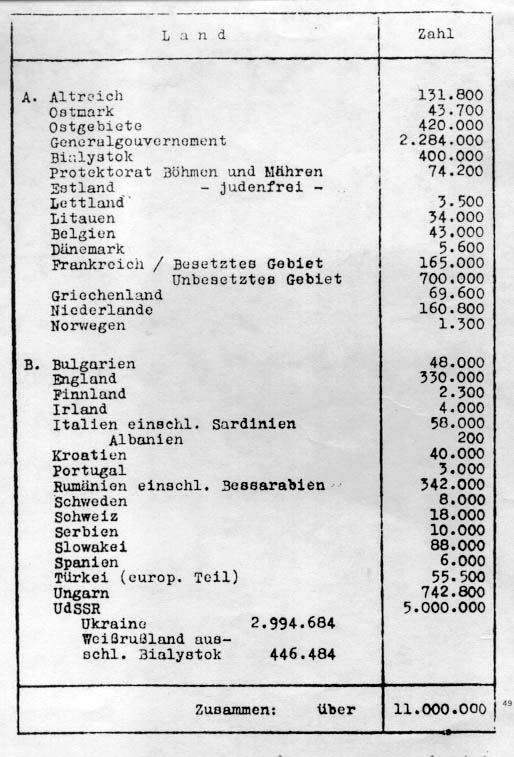
Liste des objectifs de la conférence de Wannsee

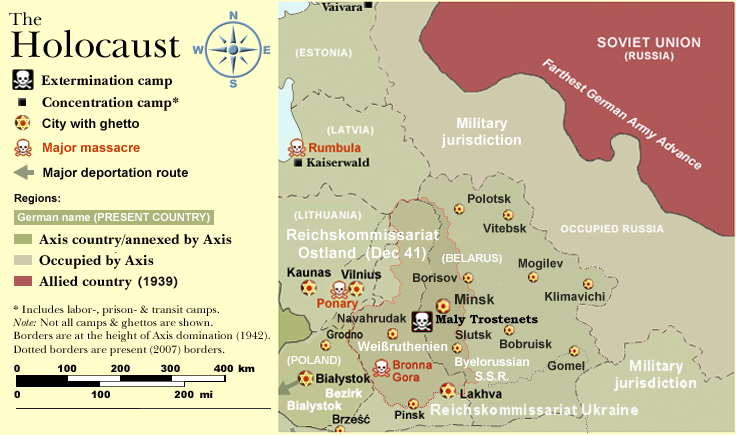
L'Holocauste dans le Reichskommissariat Ostland (comprenant une carte de Biélorussie)

La Shoah en Biélorussie fait référence aux crimes de guerre nazis en Union soviétique envers les Juifs pendant l'occupation nazie de la Biélorussie (au sens du territoire contemporain) et contre l'ethnie biélorusse à l'extérieur. 
La Biélorussie perd alors un quart de sa population d'avant-guerre, incluant la majorité de son élite intellectuelle et 90 % de la population juive du pays. À la suite des batailles d'encerclement, tout l'actuel territoire de Biélorussie est occupé par les nazis à la fin d'août 1941.
L'offensive de l'été 1944 ou opération Bagration (22 juin au 19 août 1944), en chassant la Wehrmacht et ses auxiliaires de Biélorussie, met fin à l'occupation allemande et à ce régime brutal de déportations, d'esclavage et de tueries.

## Invasion de la Biélorussie

### Plan
Himmler a décrété un plan selon lequel 3/4 de la population biélorusse est vouée à l'« éradication » et 1/4 de population racialement pure (yeux bleus, cheveux clairs) serait autorisée à servir les Allemands comme travailleurs esclaves[réf. nécessaire].
Les nazis impose un régime brutal de travaux forcés, déportation à quelque 380 000 jeunes pour un esclavage, tuant des centaines de milliers de civils de plus[réf. nécessaire]. 

### Destructions et exactions
Au moins 5 285 villages sont détruits et leurs habitants tués (plus de 9 200 villages sont incendiés ou détruits autrement pendant la Seconde Guerre mondiale en Biélorussie). 243 villages biélorusses sont incendiés deux fois, 83 villages trois fois et 22 villages sont incendiés quatre fois ou plus, neuf villages quatre fois et plus dans la région de Vitebsk. 92 villages sont incendiés cinq fois ou plus dans la région de Minsk. Plus de 600 villages comme Chatin sont incendiés avec la totalité de leurs habitants,. Plus de 209 villes et cités (au moins 270 au total) sont détruites. 

### Minsk
Après l'invasion allemande de l'URSS le 22 juin 1941 (opération Barbarossa), Minsk est immédiatement sous le feu. La ville est bombardée les premiers jours de la guerre et prise par les Allemands quatre jours après. Plusieurs usines entières, des musées et des milliers de civils sont évacués vers l'est. Les nazis font de Minsk le centre administratif du Reichskommissariat Ostland et répriment la population locale. Les communistes et leurs sympathisants sont tués ou emprisonnés. Des milliers sont astreints au travail forcé, à la fois localement et en Allemagne. Les maisons sont expropriées pour loger les forces d'occupation. Des milliers souffrent de privations car les rations sont saisies et le travail payé rare. Pendant ce temps, des résidents soutiennent les Allemands, particulièrement dans les premiers temps.
Quelques nationalistes biélorusses souhaitent la formation d'un État national sous le protectorat allemand. Le résultat est la division de la ville. En 1942, Minsk devint un centre important de partisans soviétiques et du Mouvement de résistance biélorusse contre l'occupation de la Biélorussie. 

## Exactions contre les Juifs

### Ghetto de Minsk
À Minsk est créé le plus important ghetto de la Seconde Guerre mondiale en Biélorussie : 100 000 Juifs y sont exterminés. Un espace vital de 1,5 mètre carré est alloué à chaque personne, aucun pour les enfants.

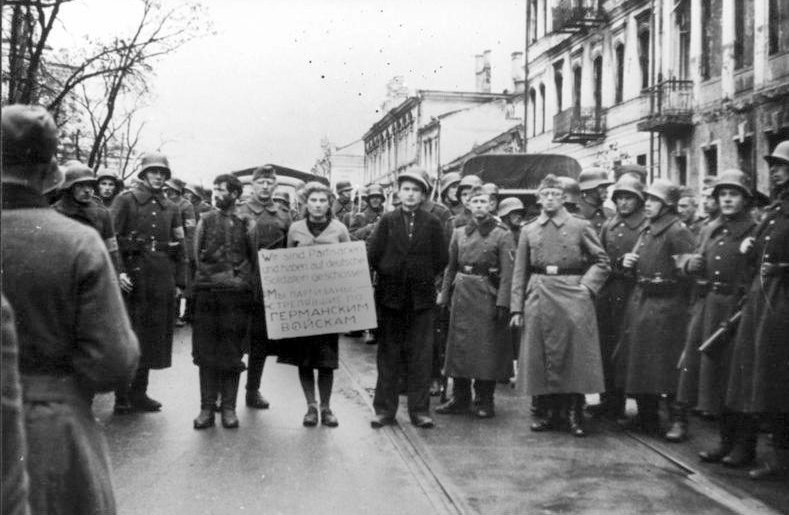
Macha Brouskina avec ses camarades partisans avant leur pendaison, Minsk, 26 octobre 1941.

Au matin du 7 novembre 1941, les Allemands entourent des milliers de Juifs du Ghetto de Minsk, les forçant à revêtir leurs meilleurs habits, en dérision pour l'anniversaire de la Révolution bolchevique. Ils forment les captifs en colonnes, leur donnent un drapeau soviétique et leur ordonnent de marcher et de chanter des chants révolutionnaires. Les gens sont forcés de sourire aux caméras qui filment la scène. Une fois hors de Minsk, ces 6 624 Juifs sont emmenés en camions au village voisin de Tuchinka et abattus.

### Recensement des Juifs
Dans la partie sud du Voblast de Homiel (actuellement Petrykov, Żytkowicze, Rzeczyca, Szacilkawicze, Turów, Mozyrz, et quelques autres sont annexés au Reichskommissariat Ukraine, sont rattachés au district général de Żytomierz[pas clair]. Après l'occupation d'un territoire (petite-ville, ville ou village, les Allemands tentent de déterminer avec précision qui est Juif. Habituellement, à cet effet, ils mettent en place un recensement de la population juive restante.
Dans d'autres cas, ils publient des décrets spéciaux. Le commissariat du district de Mozyrs explique au commissaire Kalinkowicze, qu'il est nécessaire de considérer quiconque qui est né d'un parent juif comme Juif. Il est plus précisément déterminé qu'un baptême chrétien n'y change rien et que baptiser des Juifs ou des demi-Juifs est formellement interdit.

### Ghettoïsation
L'étape suivante est de séparer les Juifs et d'établir un ghetto. Vingt ghettos sont établis dans le volbast de Homel, dans lesquels 21 000 personnes sont enfermées. Il y a quatre ghettos dans la ville de Homel, deux à Żłobin, deux à Korma et un à Rohaczew, Brahiń, Chojniki, Rzeczyca, et autres lieux. 
À Homel, le ghetto est situé près du district de Monastyrek, là les nazis conduisent les résidents (800 Juifs) dans la partie centrale de la ville. Le second ghetto est situé rue Nowo-Ljubenskaja et abrite 500 Juifs, comprenant 97 Juifs amenés de Łojów. Le troisième est situé rue Bychowskaja. Les Juifs qui vivent à Nowo-Belica, sur la rive gauche de la rivière Soż sont envoyés dans différents ghettos. En septembre 1941, 200 résidents du ghetto sont transférés à Monastyrek. 
Les prisonniers des ghettos sont exterminés, mais des exceptions temporaires sont faites pour les Juifs travailleurs spécialistes. Un ordre de la Brigade SS de cavalerie du 28 septembre 1941 déclare : « Il est normal que les artisans soient temporairement préservés ». 
Cependant, les ghettos ne sont pas organisés dans chaque endroit du voblast de Homel. En certains endroits, la population juive est entièrement partie, dans d'autres la population juive est réinstallée dans de plus grands villages. Des ghettos ne sont pas créés à Brahiń, Vetka, Jouravichi, Komarin, Kopatkevichi, Łojów, Narovlia, Svetilovichi, Uvarovichi, Terehov, Turów, Chojniki, et autres lieux.
La documentation sur les ghettos est rédigée pour ces régions sur la base de sources d'origine russe étant donné que les territoires biélorusses ont été libérés de l'occupation allemande par l'Armée rouge.
- Ghettos de Biélorussie pendant la Seconde Guerre mondiale
- Ghetto de Minsk
- Ghetto de Grodno
- Ghetto de Babrouïsk
- Ghetto de Moguilev
- Ghetto de Stoline
- Ghetto de Lunna
- Ghetto de Klimavitchy
- Ghetto de Vitebsk
- Ghetto de Brest (Biélorussie)
- Ghetto de Lida
- Ghetto de Novogroudok
- Ghetto de Slonim

### Exactions
Les hommes de ces endroits sont envoyés aux travaux forcés. Ils sont soumis à des punitions journalières et les Juifs religieux sont forcés de raser leur barbe. 
Certains soldats de la Wehrmacht mettent les Juifs au courant des plans de fusillades massives. À Turów, les sœurs Wainblat, Czasja (15 ans) et Bronja (13 ans) pèlent des pommes de terre pour une cuisine allemande en échange de nourriture. Ilya Goberman se rappelle qu'un soldat autrichien l'avertit que les Allemands étaient en train de liquider tous les Juifs. « Cours vite, autant que tu pourras ».

## Méthodologie des actions

### Destruction d'un ghetto
La destruction d'un ghetto est planifiée et menée avec minutie. Habituellement elle se fait en deux étapes.
1. Les hommes jeunes et robustes sont choisis et menés hors du ghetto sous prétexte qu'ils doivent accomplir un travail.
2. Puis ils sont contraints de creuser une fosse et sont tués.

C'est de cette façon que les ghettos sont vidés des gens qui peuvent résister. Ceci inclut les anciens membres du Parti communiste, les membres des soviets et du Komsomol ou simplement des hommes en bonne santé et parfois des femmes. La partie active du ghetto n'est pas importante, les hommes jeunes en âge d'être conscrits sont déjà partis vers l'Armée soviétique.

### Tueries
Les Allemands mènent les premières tueries en exerçant la force, utilisant des gardes expérimentés et toutes les précautions nécessaires (à Homel, Mozyrz, Kalinkowicze, Korma). La police biélorusse joue un rôle secondaire dans un premier temps des tueries. Le reste des Juifs est écrasé et privés de l'envie de vivre – femmes, enfants et vieillards – sont tués à mains nues par les nazis (à Dobrouch, Tchatchersk , Jytkavitchy). Après cela, la police composée de gens du pays, et en convoi minimal, emmènent les Juifs restants hors du ghetto vers le lieu de leur exécution. Une telle pratique fonctionne bien (sans beaucoup de déploiement de forces), là où la liquidation de juifs est entreprise, début septembre à octobre-novembre 1941. 
En hiver 1942, une tactique différente de tuerie est utilisée –raids à Jlobin, Petryków, Strechyn, Tchetchersk. Le rôle de la police auxiliaire biélorusse dans le massacre de Juifs est particulièrement remarquable dans la seconde vague de destructions, débutant en février-mars 1942. À ce moment, elle a été convertie en une force plus organisée, alors que les allemands ont un grand besoin de personnels pour encadrer les exécuteurs et que les besoins en personnel sont plus importants sur le Front de l'Est. Pendant le processus de l'action, la police locale force les Juifs à sortir de leurs maisons, les convoient vers un endroit spécifique, les entourent avec leurs fusils et les abattent. Après les fusillades de masse, la police fait des recherches approfondies sur les Juifs cachés et se distinguent par leur cruauté particulière des Allemands.
Au moins 30 000 Juifs sont assassinés en trois jours dans le ghetto de Minsk et des dizaines de milliers sont tués par la suite alors que d'autres Juifs sont forcés à entrer dans le ghetto. Seule une poignée survive. Minsk est repris par les troupes soviétiques pendant l’opération Bagration. 
Au total, 2 230 000 personnes sont tuées en Biélorussie pendant les trois années de l'occupation allemande. Des estimations récentes on fait monter ce nombre à 3 650 000 plutôt que 2 230 000 précédemment estimé. C'est-à-dire que 1/4 de la population d'avant-guerre périt, voire 40 % (si on considère les frontières actuelles de la Biélorussie). Presque la totalité, pourtant nombreuse, des Juifs de Biélorussie qui ne s'enfuirent pas est tuée[réf. souhaitée].

### Révoltes
Un premier soulèvement de ghetto juif contre les nazis survient en Biélorussie, dans la petite ville de Łachwa.
En juillet 1941, au début de l'occupation allemande d'une partie de l'ouest de l'Union soviétique, Wilhelm Kube est nommé commissaire-général du Generalbezirk Weißruthenien de Biélorussie avec ses quartiers généraux à Minsk. Dans ce poste, il supervise l'extermination d'une grande partie de la population juive de cette zone. Pendant une recherche dans le ghetto par des policiers allemands et russes, un groupe d'enfants est saisi et jeté dans des fosses creusées dans des sables profonds pour mourir. « À ce moment, plusieurs officiers SS, parmi lesquels Wilhelm Kube, arrivèrent et Kube, dans son uniforme immaculé, jeta des poignées de bonbons aux enfants hurlants. Tous les enfants périrent dans le sable ». Le 22 septembre 1943, Kube est assassiné dans son appartement. Sa mort est causée par une bombe cachée dans une bouteille d'eau chaude qui fut placée dans son lit par sa domestique Yelena Mazanik. En représailles, les SS tuent plus de 1 000 citoyens mâles de Minsk, bien que l'on dit que le chef SS Heinrich Himmler déclara que « c'était une bénédiction » car Kube ne soutient pas les terribles mesures des SS. Mazanik échappe aux représailles et rejoint les partisans.

### Nouvelle organisation
Le SS et chef de la police Curt von Gottberg est promu successivement à la tête des SS et de la police de Biélorussie entre octobre 1942 et juin 1944 grâce au soutien d'Himmler. Il est délégué à la charge de Generalkommissar pour la Biélorussie le 27 octobre 1943, quand Kubel est tué par une bombe (voir ci-dessus). Von Gottberg développe une nouvelle stratégie en combattant les partisans dans les territoires occupés de l'Union soviétique, montant des opérations agressives contre les bases supposées des partisans (généralement des villages ordinaires). La stratégie de Gottberg semble avoir largement inclus de terroriser les populations civiles. Des régions entières sont déclarées « territoires de bandits » (en allemand : Bandengebiet) : les habitants sont expulsés ou tués et les maisons détruites. 
Gottberg dit dans un ordre « Dans les zones évacuées toutes les personnes sont dans un futur de franc jeu ». Un autre ordre de Gottberg précise le 7 décembre 1942 que « chaque bandit, Juif, Tsigane, est à considérer comme ennemi ». Après la première opération Nürnberg, Gottberg rend compte le 8 décembre 1942 : « L'ennemi perdit 799 bandits, au moins 300 gangsters présumée et 1 800 juifs […] Nos pertes : 2 morts et 10 blessés. Nous avons eu de la chance ». 
Les collaborateurs biélorusses participent en divers massacres de villageois biélorusses. Plusieurs de ces kollabos font retraite avec les forces allemandes lors de l'avance de l'Armée rouge et en janvier 1945 forment la 1re Biélorusse[réf. nécessaire].

## Assassinats de masse
- Bronnaya Gora

## Actions anti-partisans

### Massacres
- Antopol[13]
- Bronnaya Gora
- Berezyna
- Chatyń
- Czausy
- Dawidgródek[14]
- Dziatlava
- Grodno
- Iwie
- Łachwa
- Łuniniec
- Lida
- Liubawiczi
- Mały Traścianiec
- Mińsk
- Motol
- Nowogrodek
- Obecz
- Pińsk
- Połock
- Ponary
- Ščadryn
- Słonim
- Słuck
- Szkłów
- Vitebsk
- Zdzięcioł